# Gerhard Poschner
Gerhard Poschner (Dumitra, Rumanía, 23 de septiembre de 1969) es un exfutbolista alemán aunque rumano de nacimiento. Se desempeñaba como centrocampista y se retiró en 2004.

## Clubes
| Club                | País             | Año       | Partidos | Goles |
| VfB Stuttgart       | Alemania Federal | 1987-1990 | 46       | 0     |
| Borussia Dortmund   | Alemania         | 1990-1994 | 110      | 14    |
| VfB Stuttgart       | Alemania         | 1994-1998 | 130      | 8     |
| AC Venezia          | Italia           | 1999      | 1        | 0     |
| Rayo Vallecano      | España           | 1999-2001 | 56       | 1     |
| Rapid Viena         | Austria          | 2001      | 6        | 0     |
| Polideportivo Ejido | España           | 2002-2003 | 52       | 6     |
| TSV 1860 Munich     | Alemania         | 2004      | 4        | 0     |

## Palmarés
VfB Stuttgart
- Copa de Alemania: 1997

- Datos: Q67740